# Ервін Ельстер
Ервін Ельстер (8 травня 1887, Станіславів, Королівство Галичини і Володимирії, Австро-Угорщина – 16 квітня 1977,  Гданськ, Польська Народна Республіка) - художник і педагог.

## Біографія
Народився 8 травня 1887 року на Прикарпатті.
У 1907-1912 роках навчався в Академія образотворчих мистецтв (Краків) у Войцеха Вайса, Юзефа Унєжиського, Юліана Фалата та Юзефа Панькевича. Продовжив навчання у Парижі (1913-1914) в Академії Великого Шом'єра.
Викладав художніх шкіл у Познані, а з 1954 року - на кафедрі живопису, скульптури та рисунку архітектурного факультету Гданського технічного університету.
Помер 16 квітня 1977 р. в Гданську. Позований на Сребжиському кладовищі. 

## Творчість
Найбільших мистецьких успіхів досяг у 1920-х роках. З 1921 року він взяв участь у майже 30 колективних виставках у Польщі та  кордоном. Після Другої світової війни брав участь у кількох групових виставках. Його картини знаходяться в Національному музеї в Познані та Гданську, в Сілезькому музеї в Катовіце, в окружних музеях в Бидгощі, Торуні та Лешно, а також в Королівській галереї в Копенгагені та в приватних колекціях. 
Малював олією, аквареллю та лавандовою тушшю. Справжньої майстерності він досяг у акварелі. Він зображував жанрові сцени, оголену натуру, портрети, натюрморти та пейзажі. Його творчість постійно розвивалася і зазнавала змін.

## Участь у товариствах
- 1921р. заснував Товариство познанських художників «Світанок»;
- «Пластика», «Штука»,
- краківських груп «Єднорог» та “Авангард”,
- львівське товариство «Нової генерації». [3]

## Галерея

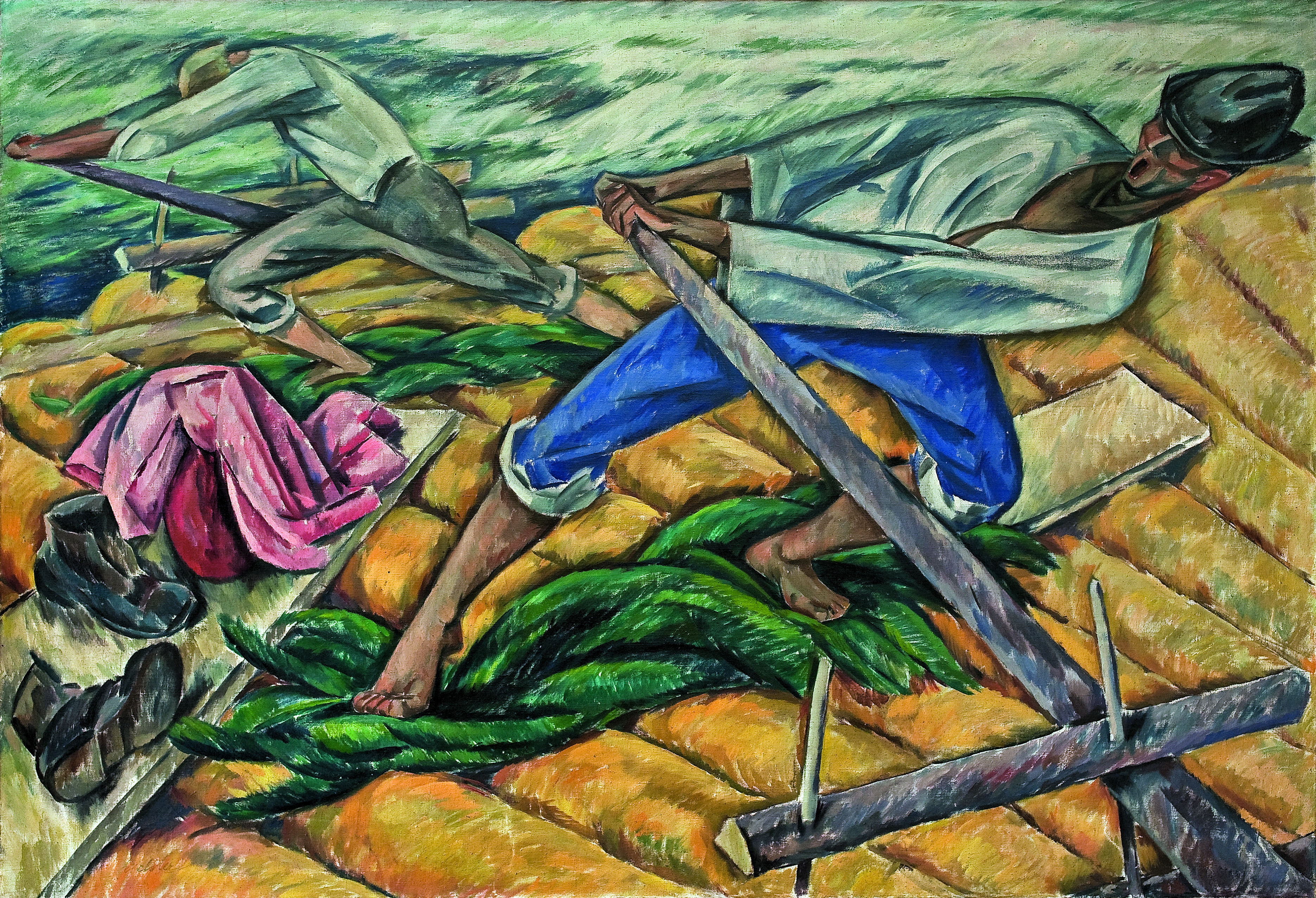
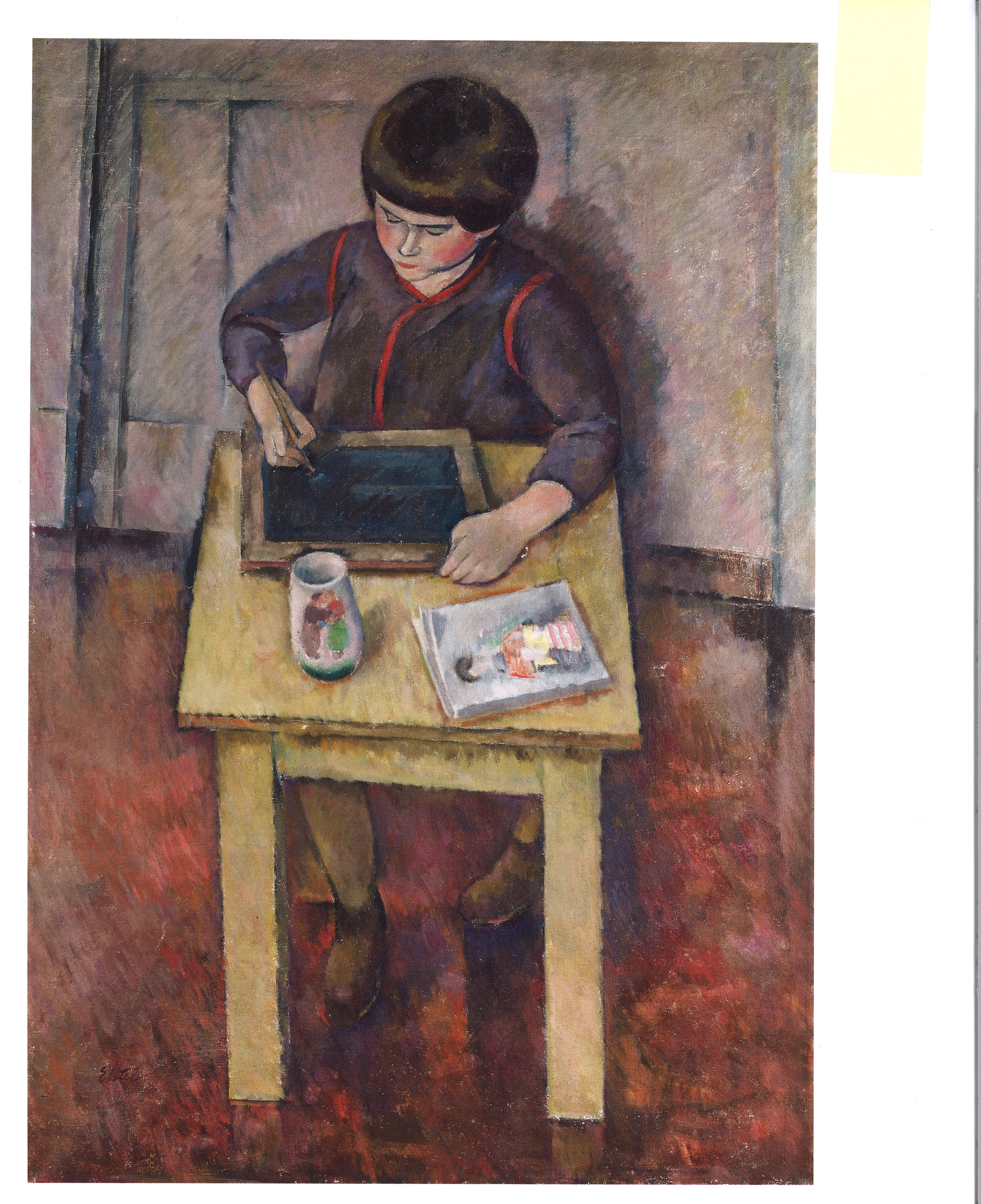
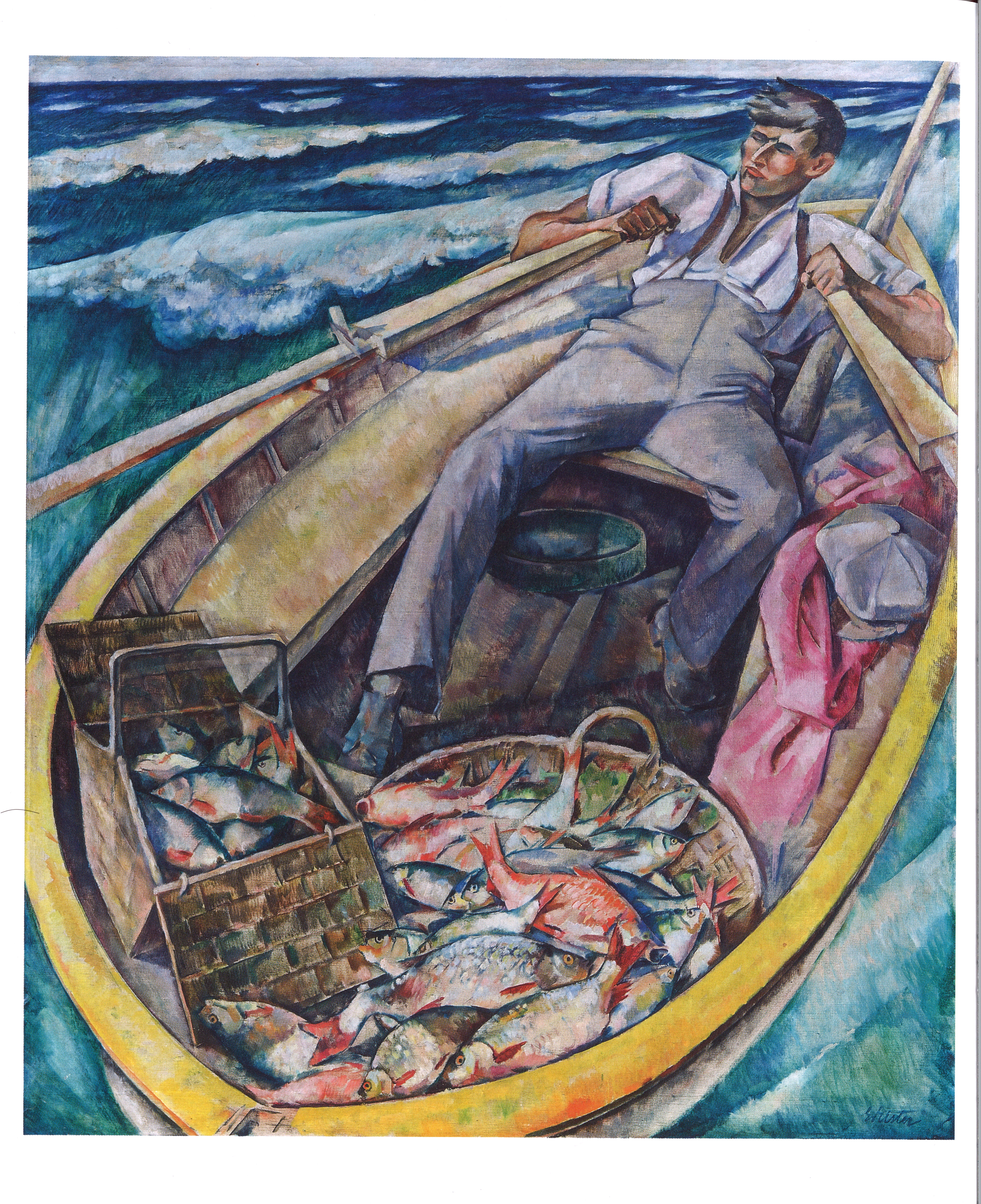
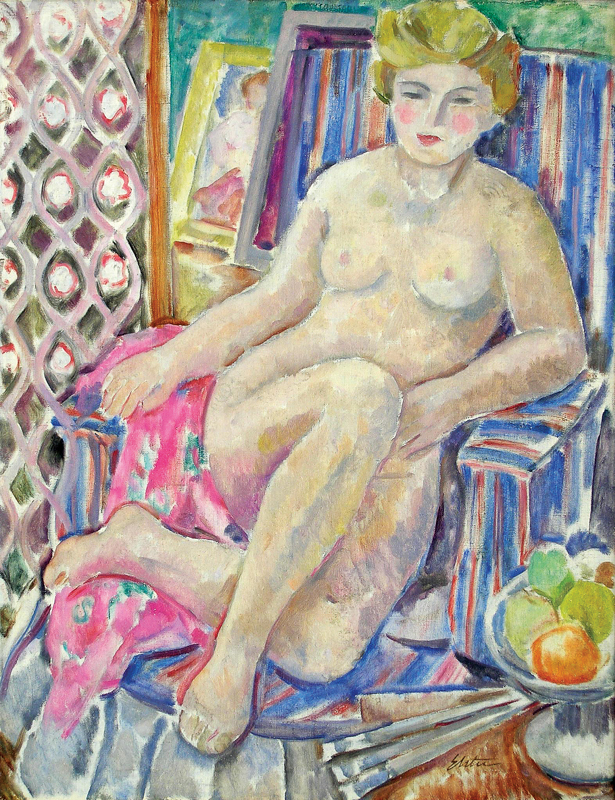
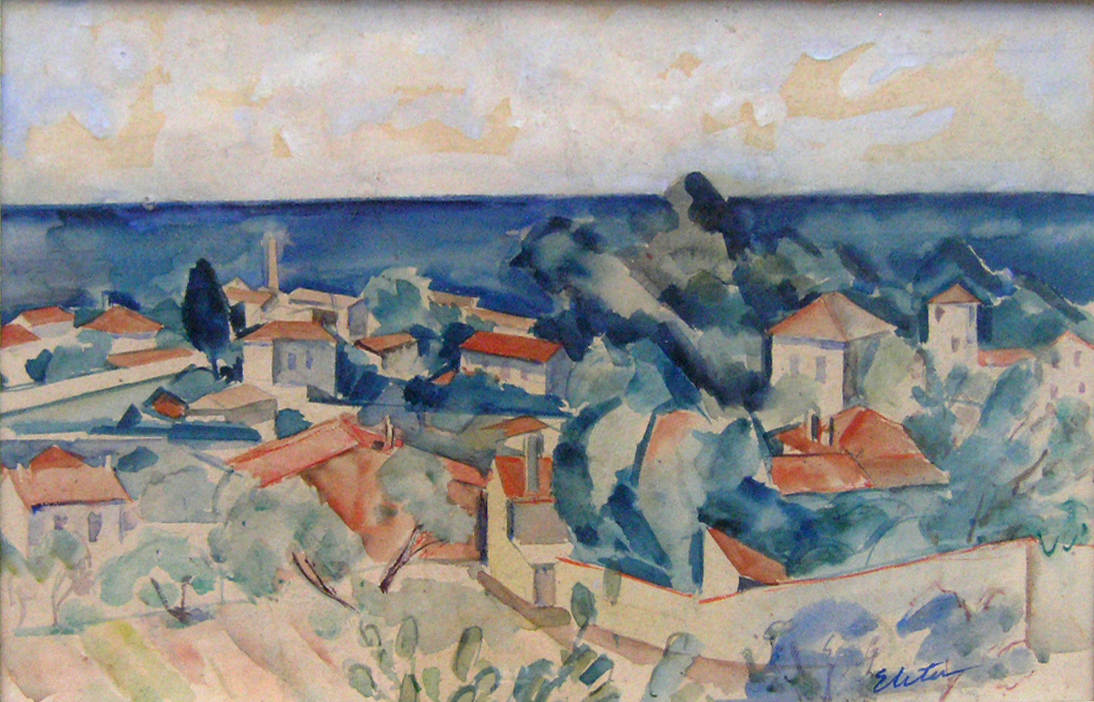